# أريستيد بونتاناني
أريستيد بونتاناني هو مبارز بالسيف إيطالي، مثّل بلاده في الألعاب الأولمبية الصيفية 1912.

## روابط خارجية
أريستيد بونتاناني على موقع أوليمبيديا (الإنجليزية)